# Pic awokéra
Picus awokera
Espèce
Statut de conservation UICN

 LC  : Préoccupation mineure
Le Pic awokéra (Picus awokera) est une espèce d'oiseaux de la famille des Picidae, endémique du Japon.

## Liste des sous-espèces
Selon la classification de référence du Congrès ornithologique international (15.1, 2025) il se répartit en trois sous-espèces (ordre phylogénique) :
- Picus awokera awokera Temminck, 1836 — Honshu ;
- Picus awokera horii Takatsukasa, 1918 — Kyushu, Shikoku ;
- Picus awokera takatsukasae Kuroda, 1921 — Tanegashima et Yakushima.